# Ле Чонг Тан
Генерал Ле Чонг Тан (3 жовтня 1914 – 5 грудня 1986) був офіцером Народної армії В'єтнаму (PAVN) протягом 1945-1986 років. Протягом цього періоду своєї військової кар'єри Ле Тренг Тан обіймав кілька вищих посад в армії. Ле Тренг Тан брав участь у русі В’єтмінь до Серпневої революції 1945 року і поступово став однією з найважливіших фігур Народної армії В’єтнаму під час Другої індокитайської війни. 
Будучи однією з ключових фігур збройних сил Північного В’єтнаму у в’єтнамській війні, Ле Чонг Тан був заступником командувача В’єтконгу (VC) і другим командувачем Весняного наступу 1975 року, який фактично завершив війну. Після цього він став начальником Генерального штабу та заступником міністра оборони В'єтнаму до своєї смерті в грудні 1986 року. Ле Чонг Тен був широко оцінений своїми товаришами, серед яких був генерал Во Нгуєн Гіап, як один із найкращих командирів Народної армії В’єтнаму.

## Життєпис
Ле Чонг Тан народився 3 жовтня 1914 року як Ле Чонг То, його батько був вченим, який колись брав участь у русі вільної школи Тонкіна перед тим, як вийти на пенсію в селі Єн Нгіа, Хоай Дук і помер, коли Ле Чонг То навчався у середній школі Bưởi і був відомий своїми футбольними навичками, завдяки яким отримав посаду у футбольному клубі Eclair у Ханої.